# Мраморское
Мраморское — село в Полевском муниципальном округе Свердловской области России. Ранее было центром Мраморского сельсовета города Полевского.

## Географическое положение
Село Мраморское расположено к северо-востоку от города Полевского и к юго-юго-западу от Екатеринбурга. По восточной окраине села протекает река Мутнушка — правый приток реки Чёрной (притока Сысерти).
Через село проходит железнодорожная ветка Екатеринбург — Челябинск. Здесь расположена станция Мраморская Свердловской железной дороги. В сторону Полевского и Косого Брода ведёт автодорога.

## История
В 1738 году на этом месте была начата разработка богатых месторождений мрамора (кустарные «мраморные ломки»). В 1765 году был основан Горнощитский мраморный завод, давший начало и селу, получившему позднее современное название Мраморское. Завод был основан по указу генерал-майора Якова Ивановича Данненберга, который возглавлял экспедицию Канцелярии от строений, задачей которой был поиск драгоценных и поделочных камней на Урале.

Известный исследователь П. С. Паллас сообщал в своих трудах: 
«Несколько далее от дороги, на болотистом бугре, находится сама ломальная мраморная яма. Необыкновенной величины столпы вынуты здесь для украшения в столичном городе императорских чертогов. Мрамор цветом сер, с многочисленными пятнами и прожилками».
В 1858 году, с ликвидацией Мраморского завода, камнерезы села занялись изготовлением мелких изделий из мрамора и привозных цветных камней. В 1810 году открылась фабрика по изготовлению художественных изделий из камня.
В 1920 здесь хотел создать свою Красную академию скульптуры С. Эрьзя. В 1951 здесь по окончании учёбы в Москве жил и пытался возродить народные художественные промыслы скульптор В. Егоров.
До настоящего времени добыча и обработка мрамора играет важную роль в местной экономике. Восстановленный после революции завод производит преимущественно облицовочную плитку и памятники.
С 2018 года в селе проходят фестивали «Мраморная миля» и «Мраморная музыка». В рамках проекта «Мраморная миля» создали объекты из мрамора скульпторы Швеции (К. Сесфонтес) и Израиля (Т. Премингер).
В 2019 году в проекте «Мраморная миля» приняли участие скульпторы из Японии (Куракава Тору), Румынии (Чиприан Хопыртиан), Армении (Арутюн Карапетян) и Израиля (Таня Премингер) — на въезде в село был установлен мраморный памятник «Европа-Азия» её работы.
25 июня 2020 года в селе в рамках фестиваля «Мраморная миля» состоялось открытие Евразийского сада памяти. Фестиваль также был ознаменован выступлениями квартета саксофонистов «По-квартет» и квартетом духовной музыки монастыря Ганина Яма.

## Население
К 1900 году в селе насчитывалось более 1600 жителей.
| 2002 | 2010 |
| ---- | ---- |
| 811  | ↘743 |

## Религия
Существующий ныне православный храм в память Усекновения главы святого Пророка и Предтечи Иоанна освящён 12 октября 1841 года. 4 июня 1897 года освящён северный придел во имя святых равноапостольных Константина и Елены, построенный на средства екатеринбургского мещанина К. И. Трапезникова. 16 августа 1899 года освящён южный придел в честь Сретения Господня. 17 марта 1933 года храм был закрыт советскими властями, колокольня снесена.
В настоящее время храм возвращён верующим и восстанавливается при финансовой помощи мецената С. Н. Карманова, службы проходят в уже отремонтированном северном приделе. Там находится сохранённая верующими после закрытия храма икона равноапостольных Константина и Елены.
2014 год — службы проходят в домовой церкви.
В 2017 году на средства верующих на восстанавливаемой колокольне был установлен «электронный звонарь», управляемый с мобильного телефона.

## Достопримечательности
- В селе установлены уникальные солнечные часы, выполненные местными мастерами-камнерезами в 1773 году из белого мрамора. До сих пор исправно указывают время.
- Памятник в честь Первомая.
- Памятник жителям села, погибшим в годы Гражданской войны
- Памятник жителям села, погибшим в годы Великой Отечественной войны
- Мемориальная доска в честь писателя Павла Петровича Бажова
- Памятник лошади. Близ села находится необычный монумент — Памятник лошади. По преданию, один из золотоискателей перевозил драгоценный металл из села Полдневая в Мраморское. Ехал верхом. По дороге на него напали разбойники, также на лошадях. Погоня продолжалась не менее 15 вёрст. В результате старатель был спасён от верной смерти, но конь, на котором он скакал, за версту от Мраморского пал. Старатель в благодарность поставил памятник своему спасителю. Монумент представляет собой мраморный куб с надписью: «Гнедко… служил до смерти 9 августа 1884 г.» Памятник посещается до сих пор, по местной традиции на мрамор кладут монеты, вспоминая преданность животного своему хозяину.
- Есть знак «Европа-Азия».

- Солнечные часы